# سون‌هی ما
سون‌هی ما (کره‌ای: 우리 선희؛ انگلیسی: Our Sunhi) یک فیلم درام محصول سال ۲۰۱۳ کره جنوبی به نویسندگی و کارگردانی هونگ سانگ سو است. هونگ برندهٔ جایزه پلنگ نقره‌ای برای بهترین کارگردانی در شصت و ششمین جشنواره فیلم لوکارنو شد.

## بازیگران
- جونگ یو می در نقش سون‌هی
- لی سون کیون در نقش کیم مون‌سو
- کیم سانگ جونگ در نقش چوی دونگ‌هیون
- جونگ جه یونگ در نقش جه‌هاک
- یه جی وون در نقش جوهیون
- لی مین وو در نقش سانگ‌وو